# Zmiivka, Berîslav
Zmiivka (în ucraineană Зміївка) este o comună în raionul Berîslav, regiunea Herson, Ucraina, formată numai din satul de reședință.

## Demografie
Componența lingvistică a comunei Zmiivka
     Ucraineană (93,04%)
     Rusă (5,26%)
     Alte limbi (0,77%)
Conform recensământului din 2001, majoritatea populației comunei Zmiivka era vorbitoare de ucraineană (93,04%), existând în minoritate și vorbitori de rusă (5,26%).